# 1898年乔治亚飓风
1898年乔治亚飓风（英語：1898 Georgia hurricane）是1898年10月吹袭美国乔治亚州的大型飓风，也是有纪录以来袭击该州的最强热带气旋。虽然气象机构直到9月29日才发现风暴存在，但经过现代研究，气象学家认定天气系统是四天前在小安的列斯群岛以东海域成型。整场飓风自始至终基本保持向西北方向移动，于10月2日达到持续风速每小时215公里的最高强度，并于当天登陆乔治亚州康登县坎伯兰岛，引发创纪录的风暴潮洪灾。飓风对当地构成重大破坏，至少夺走179条人命。格林县县城不伦瑞克灾情最为严重，风暴潮高达4.9米。估计整场飓风一共造成价值150万美元的破坏，其中大部分发生在乔治亚州。佛罗里达州最东北角的费南迪纳几乎完全被狂风摧毁，南卡罗莱纳州南部的农作物受到轻度破坏。风暴上岸后迅速减弱并持续向西北跨越大半个北美洲，进入俄亥俄谷后转向东北，最终于10月6日在纽芬兰岛附近经过后失去踪影。

## 气象历史
1898年9月28日，小安的列斯群岛多个岛屿气象站的观测数据表明附近海域存在热带气旋，并于次日确认。但经现代研究结果证实，系统实际上是9月25日在瓜德罗普以东约350公里洋面成型。风暴存在期间总体朝西北移动，于9月27日达到飓风强度。当晚，气象机构测得977毫巴（百帕）气压值，表明风速提升至每小时150公里。9月28日，飓风基本停止增强，但到了10月1日又恢复强化趋势，风力时速提升至185公里，在现代萨菲尔-辛普森飓风等级下属三级飓风标准。与此同时，气旋在西大西洋上空的大规模高压脊影响下略朝西北偏西转向。
10月2日，风暴继续朝西北偏西移动，逐渐逼近美国东南部，当天就从乔治亚州康登县的坎伯兰岛（Cumberland Island）登陆，气象机构经初步评估认为气旋的登陆强度达到二级飓风标准。不伦瑞克（Brunswick）测得4.9米的风暴潮，经飓风海、湖、陆上潮汐模型换算，这表明飓风中心气压约为938毫巴（百帕），按登陆强度计划可以在有纪录以来所有袭击美国的飓风中排到第16位，也是至今最后一场吹袭乔治亚州的大型飓风。此外，风暴的最大风速半径估计为33公里。飓风过去约一世纪后，研究人员估计气旋登陆时的风速高达每小时215公里，属四级飓风水平。风暴登陆后迅速减弱，不到12小时就弱化成热带风暴，并在经过乔治亚州后于10月3日在阿拉巴马州东北部上空消退成热带低气压。气旋继续向西北经过俄亥俄河，然后转向东北加速经过加拿大东南部，最终于10月6日在纽芬兰岛上空逐渐消散。

## 影响

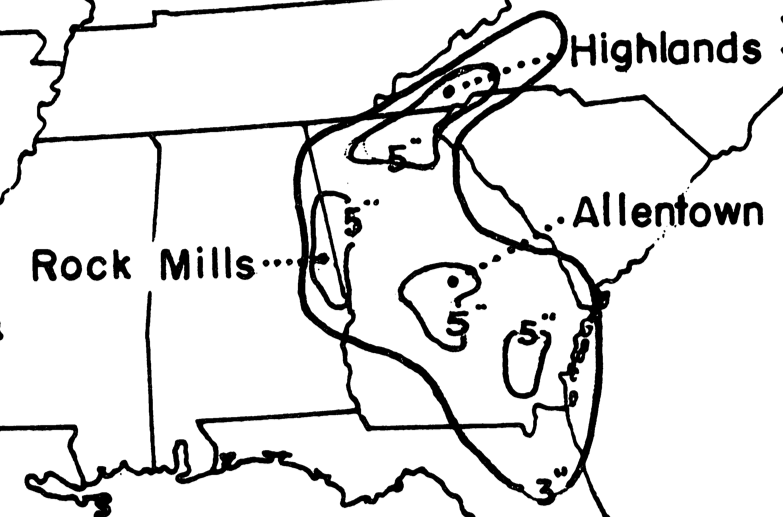
1898年10月2至4日飓风的降水分布

10月1日，美国国家气象局在飓风登陆前一天向佛罗里达州基韦斯特至弗吉尼亚州诺福克发布东北风暴信号，还在风暴上岸前数小时发出类似警告。许多船只收到警告后留在港口，估计有数十人的生命和价值数百万美元的货物因此获救。
气旋登陆乔治亚州前就在佛罗里达州东北部产生狂风，风速达到二级飓风标准，该州最东北角的局部区域灾情最为严重。费南迪纳的风暴潮估计有3.7米高，在城内引发重大洪灾。1898年10月的《每月天气回顾》（Monthly Weather Review）称费南迪纳几乎被彻底摧毁，大部分泊好的船只都被砸沉或被冲入内陆和沼泽。沿海地区的破坏范围还向南延伸至杰克逊维尔的梅波特（Mayport）。飓风规模很小，虽是在杰克逊维尔东北方向仅80公里处经过，但城内风速只达到每小时97公里。不过，该市同北面包括纽约在内所有城市的通讯都被切断，这在杰克逊维尔历史上还属首次。整个佛罗里达州的损失总额估计为50万美元。
风暴以持续风速每小时215公里强度登陆坎伯兰岛，在沿海地区引发创纪录的风暴潮，其中不伦瑞克所测高达4.9米。该市灾情最为严重，大部分建筑被淹。麦金托什县的达里恩（Darien）灾情类似，并有32人丧生。某沿海地点报称这场飓风在当地引发1812年以来最严重的洪灾。萨凡纳河（Savannah River）中的哈金森岛（Hutchinson Island）被2.4米深的洪水淹没。风暴潮冲进沿海地区许多仓库和存储区域，致使大量小型船只失事或沉没。沿海码头和房屋同样遭受重创。据美国国家气象局驻萨凡纳办事处统计，约有5000桶松香被水冲走，损失的稻米更达六万蒲式耳。城内风力时速达到95公里，洪水对通往附近泰碧岛（Tybee Island）的铁路构成严重影响。黑胡子岛野生动物保护区一家曾用于救治黄热病患者的医院在飓风中被毁。乔治亚州沿海地区共有179人遇难，损失总额约为100万美元。
气旋在南卡罗莱纳州产生强烈阵风并引发风暴潮洪灾。皇家港口受到轻度破坏，该州南部因海潮高涨致使水稻和棉花作物受损。美国国家气象局驻查尔斯顿办事处称该州沿海地区有多人溺毙。。佛罗里达州东北部、乔治亚州，以及南、北卡罗莱纳州西部降下暴雨，其中北卡罗莱纳州梅肯县的高地（Highlands）雨量最高，达320毫米。